# Catherine Corsini
Pour les articles homonymes, voir Corsini et Corsini (homonymie).
Catherine Corsini est une réalisatrice, scénariste et actrice française, née le 18 mai 1956 à Dreux (Eure-et-Loir).

## Biographie

### Jeunesse et formation
Catherine Corsini naît en 1956 à Dreux en Eure-et-Loir. Elle passe son enfance en Seine-et-Marne. Très tôt, elle décide de sa vocation pour le cinéma. Le métier d'actrice la passionne immédiatement. Elle choisit finalement la réalisation lors d'une rencontre avec des amis de l'IDHEC, et suit le cours de Serge Toubiana sur Godard à la faculté de Censier.
Parallèlement, dès 18 ans, elle suit des cours de théâtre auprès d’Antoine Vitez, se passionnant pour l'écriture.

### Carrière de réalisatrice
En 1987, elle signe son premier long métrage, Poker, avec Caroline Cellier. Elle tourne ensuite pour la télévision Interdit d'amour, avec Nathalie Richard.
Plus tard, en 1999, elle revient au grand écran pour son troisième opus avec La Nouvelle Ève, avec Karin Viard dans le rôle principal. Son quatrième film, La Répétition, est interprété par Emmanuelle Béart et Pascale Bussières. Ce film fait partie de la sélection officielle du festival de Cannes 2001. Elle tourne ensuite Les Ambitieux, tiré de son autobiographie.
Catherine Corsini traite notamment dans ses films des rapports amoureux et de la sexualité : Les Amoureux et La Répétition parlent de l'homosexualité, thème également présent au second plan dans La Nouvelle Ève, qui suit les oscillations sentimentales d'une jeune femme en perpétuelle hésitation.
En août 2015, en pleine montée en puissance du mouvement de La Manif pour tous, contre le mariage des personnes de même sexe, sort sa comédie dramatique La Belle Saison, qui se situe dans la France du début des années 1970, entre conservatisme paysan et lutte pour le droit à l'avortement. Histoire d'amours lesbiennes, qualifiée d'« hommage solaire aux militantes féministes » par L'Humanité, entre une militante et enseignante d'espagnol à Paris, jouée par Cécile de France, et une agricultrice creusoise, incarnée par Izïa Higelin, assumant seule le devenir de l'exploitation familiale. Le film est produit par sa compagne Elizabeth Perez.
En 2018, elle transpose au cinéma le roman de Christine Angot Un amour impossible. L'adaptation, avec Virginie Efira en rôle principal, est nommée à quatre reprises aux Césars 2019.
En 2021, elle reçoit l'Out d'or du Coup d’éclat artistique pour son film La Fracture.

### Enseignement
Elle enseigne à La Femis et y dirige le grand atelier « Film de 3e année ».

### Jurys de festivals
Elle a fait partie du jury du festival du court métrage européen en 2003 et du jury du festival de Cannes 2004 pour la section court métrage.
En 2014, elle préside le jury du festival Premiers Plans d'Angers, et, en 2016, celui de la Caméra d'or au 69e festival de Cannes.
À l'occasion de la 28e édition du festival de films francophones Cinemania, à Montréal au Québec, Catherine Corsini devient la première coprésidente du jury de l'évènement (aux côtés du comédien québécois Rémy Girard). À cette occasion, elle remet le prix du meilleur film francophone à Petite nature de Samuel Theis, ex æquo avec Freda de Gessica Généus.
En 2022, elle préside du jury du festival Ecrans mixtes.

### Engagements
Catherine Corsini est engagée en faveur de diverses causes. En partenariat avec le Secours populaire, elle s'est investie dans la campagne contre les violences conjugales et le racisme en tournant un court métrage dans la série Pas d'histoires, à l'occasion de la Journée internationale contre les violences, promue par le ministre de l'Intérieur, « campagne d’intérêt général sur les violences conjugales ». La réalisatrice s'est également engagée contre des projets de loi durcissant la situation des étrangers en situation irrégulière en France.
En 2007, elle appelle à voter pour Ségolène Royal, dans un texte publié dans Le Nouvel Observateur, « contre une droite d’arrogance », pour « une gauche d’espérance ».
Elle a été membre du collectif 50/50 qui a pour but de promouvoir l’égalité des femmes et des hommes et la diversité dans le cinéma et l’audiovisuel, mais n'en fait plus partie .
En 2021, elle devient la marraine de l'association nationale Les Culottées, association lesbienne et féministe progressiste, qui œuvre à la visibilité des femmes à travers l'art et la culture.
Pour l'élection présidentielle française de 2022, elle est signataire d'une tribune de soutien, avec 2 000 autres personnalités, à la candidature de Jean-Luc Mélenchon. Après son élimination au premier tour, elle annonce voter pour Emmanuel Macron au second.

### Controverse concernantLe Retour
En 2023, son dernier film Le Retour est présenté en compétition officielle au festival de Cannes. Dans un premier temps, le film est suspendu de la sélection après la révélation d’une sanction financière du CNC pour avoir tourné une scène, coupée au montage, à caractère sexuel entièrement simulée et consentie entre deux mineurs, sans autorisation de la DRIEETS. Par la suite, le film est réintégré par Thierry Frémeaux dans la sélection officielle après dix jours d’enquête permettant de constater l’absence d’éléments légalement ou moralement répréhensibles.

### Décoration
- Officière de l'ordre des Arts et des Lettres (2010)[36]

## Filmographie

### Actrice
- 1987 : Marie Pervenche (série télévisée) : Victoire
- 1988 : Poker
- 1993 : L'Exposé
- 2006 : De particulier à particulier : Réalisatrice doublage

### Réalisatrice
- 1982 : La Mésange (court métrage)
- 1983 : Ballades (court métrage)
- 1986 : Nuit de Chine (court métrage)
- 1988 : Poker
- 1991 : Haute Tension (série télévisée), épisode Fatale obsession
- 1992 : Interdit d'amour (TV)
- 1994 : Les Amoureux
- 1996 : Jeunesse sans dieu (TV)
- 1998 : Denis (TV)
- 1999 : La Nouvelle Ève
- 2001 : Mohammed (court métrage) pour le film collectif Pas d'histoires
- 2001 : La Répétition
- 2003 : Mariées mais pas trop
- 2006 : Les Ambitieux
- 2009 : Partir
- 2012 : Trois Mondes
- 2015 : La Belle Saison
- 2018 : Un amour impossible
- 2021 : La Fracture
- 2023 : Le Retour

### Scénariste
- 1982 : La Mésange
- 1983 : Ballades
- 1986 : Nuit de Chine
- 1988 : Poker
- 1992 : Interdit d'amour (TV)
- 1994 : Les Amoureux
- 1996 : À toute vitesse
- 1998 : Denis (TV)
- 1999 : La Nouvelle Ève
- 2001 : La Répétition
- 2003 : Mariées mais pas trop
- 2006 : Les Ambitieux
- 2008 : Nés en 68
- 2009 : Partir

## Distinctions

### Récompenses
- Prix de l'aide à la création de la fondation Gan pour le cinéma 1992 pour Les Amoureux
- Festival international du film francophone de Namur 2012 : Bayard d'or du meilleur scénario pour Trois mondes
- Prix Alice Guy 2019 pour Un amour impossible[37]
- Queer Palm 2021 pour La Fracture[38]

### Nominations
- Prix des Lumières 2016 pour La Belle Saison :
  - Lumière du meilleur film
  - Lumière de la meilleure mise en scène
  - Lumière du meilleur scénario coécrit avec Laurette Polmanss
- César 2019 : César de la meilleure adaptation, avec Laurette Polmanss, pour Un amour impossible
- César 2022 : César du meilleur scénario original pour La Fracture

### Documentaire
- 2010 : De la cage aux roseaux de Alessandro Avellis et Alain Brassart Enquête sur le cinéma français contemporain, du point de vue de l’identité sexuelle avec les témoignages, entre autres, de Gaël Morel, Catherine Corsini, Gérard Lefort, Noël Burch, Olivier Ducastel et Jacques Martineau.